# Episodi di Thank You, Next (seconda stagione)
La seconda stagione della serie televisiva Thank You, Next (Kimler Geldi Kimler Geçti), composta da 8 episodi, è stata distribuita sulla piattaforma di streaming Netflix il 15 maggio 2025.
| nº | Titolo originale | Titolo italiano       | Pubblicazione Turchia | Pubblicazione Italia |
| -- | ---------------- | --------------------- | --------------------- | -------------------- |
| 1  | 1. Bölüm         | Sindrome a tako-tsubo | 15 maggio 2025        | 15 maggio 2025       |
| 2  | 2. Bölüm         | Friend zone           | 15 maggio 2025        | 15 maggio 2025       |
| 3  | 3. Bölüm         | Prendimi se ci riesci | 15 maggio 2025        | 15 maggio 2025       |
| 4  | 4. Bölüm         | Micro tradimento      | 15 maggio 2025        | 15 maggio 2025       |
| 5  | 5. Bölüm         | Anelli al dito        | 15 maggio 2025        | 15 maggio 2025       |
| 6  | 6. Bölüm         | Settimo cielo         | 15 maggio 2025        | 15 maggio 2025       |
| 7  | 7. Bölüm         | Punto di svolta       | 15 maggio 2025        | 15 maggio 2025       |
| 8  | 8. Bölüm         | Bunjee jumping        | 15 maggio 2025        | 15 maggio 2025       |